# Wiener János
Wiener János (1896. január 26. – 1965. december 10.) válogatott labdarúgó, hátvéd. A sportsajtóban Wiener I néven volt ismert.

## Pályafutása

### Klubcsapatban
Az idősebbik Wiener, Wiener I néven futballozott (Wiener II-vel nem álltak rokonságban), balhátvéd poszton szerepelt, többnyire közmegelégedésre. Jó megjelenésű, észszerűen játszó, képzett hátvéd volt. Erőteljesen, de sportszerűen szerelt. Kitűnően helyezkedett és jól rúgott. Gyorsasága viszont már nem volt kielégítő.
1914 és 1921 között volt a Ferencváros játékosa, ahol három bajnoki ezüst- és két bronzérmet szerzett a csapattal. A Fradiban 149 mérkőzésen szerepelt (76 bajnoki, 44 nemzetközi, 29 hazai díjmérkőzés).
1921-ben megnősült és szinte azonnal visszavonult az aktív játéktól, pedig még csak 25 éves volt.

### A válogatottban
1918 és 1919 között két alkalommal szerepelt a válogatottban.

## Sikerei, díjai
- Magyar bajnokság
  - 2.: 1917–18, 1918–19, 1921–22
  - 3.: 1919–20, 1920–21

## Statisztika

### Mérkőzései a válogatottban
| Magyarország | Magyarország      | Magyarország                    | Magyarország | Magyarország | Magyarország | Magyarország | Magyarország | Magyarország |
| #            | Dátum             | Helyszín                        | Hazai        | Eredmény     | Vendég       | Kiírás       | Gólok        | Esemény      |
| ------------ | ----------------- | ------------------------------- | ------------ | ------------ | ------------ | ------------ | ------------ | ------------ |
| 1.           | 1918. május 12.   | Budapest, Hungária körúti pálya | Magyarország | 2 – 1        | Svájc        | barátságos   | -            |              |
| 2.           | 1919. november 9. | Budapest, Hungária körúti pálya | Magyarország | 3 – 2        | Ausztria     | barátságos   | -            |              |
|              | Összesen          |                                 |              | 2            | mérkőzés     |              | 0            | gól          |